# Ричард Уоллингфордский
Ри́чард Уо́ллингфордский (англ. Richard of Wallingford, 1292—1336) — английский математик, астроном и часовых дел мастер. Служил аббатом в Сент-Олбанском соборе.

## Биография и научные заслуги
Родился в семье кузнеца в Уоллингфорде, Беркшир (ныне Оксфордшир). Рано осиротев, был взят на воспитание местным монастырём. Вскоре мальчик показал незаурядные способности и был направлен в Оксфордский университет. Получив богословское образование, Ричард принял монашеский сан, а с 1326 года стал аббатом.
Ричард Уоллингфордский известен в первую очередь двумя своими достижениями. Он опубликовал первое европейское сочинение, целиком посвященное тригонометрии: «Четыре трактата о прямых и обращенных хордах». Тем самым он положил начало развитию европейской тригонометрии.
Вторым достижением стали сконструированные им астрономические часы, над которыми он работал более 20 лет. Устройство и возможности этих часов он описал в трактате «Tractatus Horologii Astronomici» (1327). Они демонстрировали движение Солнца, Луны, звёзд и планет, предсказывали время приливов и отливов. Часы были разрушены, как полагают историки, в начале XVI века, когда король Генрих VIII разогнал и запретил монастыри по всей Англии. В XX веке были предприняты несколько попыток реконструировать эти часы по сохранившимся описаниям.
Ричард соорудил также оригинальный экваториум для облегчения астрономических вычислений и предсказания затмений. Занимался также небесной механикой, астрологией и богословием. В качестве астролога предсказывал погоду и будущие события. Ему приписывают предсказание смерти аббата Хью, а также собственной кончины.